# Amblyops spiniferus
Amblyops spiniferus is een aasgarnalensoort uit de familie van de Mysidae. De wetenschappelijke naam van de soort is voor het eerst geldig gepubliceerd in 1976 door Nouvel & Lagardère.